# Cristóbal Colón de la Cerda
Cristóbal Colón de la Cerda y Gante, XIII duca di Veragura (Madrid, 8 giugno 1837 – Madrid, 30 ottobre 1910), è stato un nobile e politico spagnolo.

## Biografia
Discendente diretto di Cristoforo Colombo, nacque a Madrid nel 1837, figlio maggiore di Pedro Colón y Ramirez de Baquedano, XII duca di Veragua e di María del Pilar-Luisa de la Cerda y Gand-Vilain.
Il duca di Veragua ha iniziato la sua carriera politica come deputato della Provincia di Avila eletto nel 1871. Fu confermato nelle elezioni del 1872, e nel 1876 venne eletto deputato nella circoscrizione di Porto Rico. Nel 1878 venne designato senatore e divenne Vice Presidente del Senato.
Colón de la Cerda è stato ministro dello sviluppo (governo Sagasta IV, 1890) e Ministro della Marina (governo Sagasta VII, 1901–1902) durante la reggenza di Maria Cristina d'Austria e il regno di Alfonso XIII di Spagna.
Nel 1892 ha ricevuto il Toson d'Oro per celebrare il quarto centenario della scoperta dell'America.

## Matrimonio e discendenza
Nel 1867 si sposò con Isabel de Aguilera y Santiago de Perales, figlia dei marchesi di Benalúa. La coppia ebbe tre figli:
- María del Pilar Colón (*1875 †1931), duchessa de la Vega
- Cristóbal Colón (*1878 †1936), successore del padre nei titoli. Fu assassinato durante la Guerra civile spagnola
- Genaro Colón, morto prematuramente

## Pubblicazioni
- (ES) Tratado de partición de la Corona de España, Madrid, J. Martin Alegrìa, 1860. URL consultato il 19 ottobre 2019. Ospitato su http://bdh-rd.bne.es.